# 南从周
南从周（Félix Perrin，—1911年），耶稣会神父、司鐸，法國传教士。

## 生平
南从周在爱尔兰利默里克的传教学校里呆了一年，期間学习英语。南从周剛來上海時住在徐家汇藏书楼主楼，並且在聖芳濟書院担任学监。後來又前往安徽传教。1902年，南从周決定在颖州當地建立天主教教堂。1904年，马相伯向耶稣会提出要派人管理震旦學院，於是耶稣会讓身在颍州的南从周返回上海出任震旦学院教务长，他還要在學校裡面教授課程。南从周能用中文和震旦的中国学生对话。期間他決定將震旦的学制分为文学、致知、象数、形性四科，並且力推法語教學。不過馬相伯和學生主張要英語教學，他們認為英語更加實用。兩人之間矛盾開始加深。1905年春，對南从周不滿的馬相伯決定率领一众师生出走並创办复旦公学。1908年，在南从周的要求下，震旦學院校舍从徐家汇天文台迁至卢家湾。同年，耶稣会再次把南从周調到安徽。1911年5月，南从周在赈灾过程中染上斑疹伤寒，最终在怀远附近去世。